# 国会 (バングラデシュ)
国会（こっかい、ベンガル語: জাতীয় সংসদ Jatio Shôngshod、英語: Parliament）は、バングラデシュ人民共和国の一院制議会。2024年現在、同年8月5日にシェイク・ハシナ首相が反政府デモ（2024年バングラデシュクオータ制度改革運動）の激化の末に辞任したことを受けて、モハンマド・シャハブッディン大統領により解散された。そのため、国会は機能を停止している。

## 概要
- 設置年：1973年
- 任期：5年（解散あり）
- 定数：350
- 選挙制度：
  - 300人: 単純小選挙区制
  - 50人: 女性議員。単純小選挙区制における政党ごとの得票率に応じ、政党単位で議席配分

## 会派別勢力
2024年1月7日実施の総選挙の結果をうけた各政党の議席数は下表の通り。この総選挙では野党のバングラデシュ民族主義党 (BNP) が棄権したことから、与党アワミ連盟の圧勝に終わった。
| 党派                              | 議席数 |
| --------------------------------- | ------ |
| アワミ連盟（AL）                  | 271    |
| 国民党エルシャド派（JaPa (E)）    | 13     |
| バングラデシュ労働者党（WPB）     | 1      |
| 国家社会主義党（JSD）             | 1      |
| バングラデシュ・カリャン党（BKP） | 2      |
| 無所属                            | 62     |